# 理论工作务虚会
理论工作务虚会，是中国共产党于1979年初召开的一次会议，会议分为两个阶段。

## 背景
1978年7月至9月，李先念主持了长达两月的国务院务虚会，就加快现代化建设征求各方意见，获得很好结果。叶剑英元帅在中央常委会上提议召开务虚会，专门讨论真理标准，以求统一思想、维护团结。中共十一届三中全会上，鑑於很多议题无法充分讨论，华国锋宣布按照叶帅提议，在十一届三中全会之后，专门召开理论务虚会。在此引导下，中国舆论界得到空前自由，从党媒《人民日报》至北京西单民主墙上，均有不同呼吁民主的议案。会议开始不久，周扬传达了邓小平对务虚会的指示：“不要设禁区，不要下禁令。”

## 会议

### 第一阶段
- 1月18日，胡耀邦主持召开中共的理论工作务虚会，在会议开幕时作了题为《理论工作务虚会引言》的讲话。
- 2月16日，务虚会第一段结束。

### 第二阶段
- 3月23日，务虚会第二段开幕。
- 3月30日，邓小平在会上作题为《坚持四项基本原则》的报告，报告中提到坚持四项基本原则。
- 4月2日，胡耀邦在务虚会结束会上讲话说：“这个会开得怎麽样，最保险的办法还是要历史的考验。实践是唯一的标准！”
- 4月4日，务虚会闭幕。